# まなてぃ
まなてぃ（1976年8月20日 - ）は、日本の女性ピン芸人である。大分県宇佐市出身。ソーレアリア所属。

## 来歴・人物
山口県立大学卒業後、カナダのモントリオールに語学留学しており、帰国後は東京でNTTドコモ料金事務センターに勤めていた。
英検2級の資格を持っている。そして語学留学していた経験もあって、英語は流暢に話せる。その英語能力はスカンジナビア航空主催のイベントでの通訳、BS放送のある子供向け英語教室番組などで活用された。

### 上京して芸人の道へ
まだお笑い芸人になる前で、東京に上京したての頃は友達がおらず、どうしても人と話したくて井の頭公園で本名の「次田愛」で握手会を開催したところ、2時間で20人集まった経験を持つ。
芸人になったきっかけは、バンドもやってるある芸人と知り合い、その芸人に勧められてお笑いオーディションに出場し物真似をやったところ、合格したことだった。2003年頃から、ピン活動と並行してコンビ「便所下駄」（相方は「ばんび姫」）としても活動していた。その他、花嫁衣裳をまとった、古川ちえみ、中央線withyou、ビニールの4組5人の女コント集団「花嫁修行中」としてワンマンライブを行ったこともある。「花嫁修業中」として、2005年12月27日の『ストリートファイターズ』（テレビ朝日）にも出演した。所属事務所はミネルヴァを経て、ソーレアリアとなる。
2007年、第5回お笑いホープ大賞に出場、準決勝まで進出した。
2008年1月19日放送「エンタの神様」に初出演。キャッチコピーは「倒突のオーバーヒート」。
R-1ぐらんぷりでは、2008年、2011年、2014年に準決勝進出。
2012年11月に、芸名を片仮名表記の「マナティ」から平仮名表記の「まなてぃ」に改名。その理由は、海洋生物のマナティーの人気に負けて悔しくて改名したとも話している。また、そのマナティーを「負かしたい」とライバル意識もしているという。
2018年4月から、元ラヴドライブのパルデンとコンビ「板橋区民」を組んで活動。同年5月26日（第1回）から『板橋区民ライブ』を行っている。このコンビ名は、パルデンと東京都板橋区で家が近所であることから来ている。そのパルデンと、2018年8月22日に婚姻・入籍。「板橋区民」は夫婦コンビとなる。 

## 芸風
- 「ハイパーテンション芸人」と称されることもあり、「女のキレ芸」ともいえる芸風が特徴的。
- 赤いベレー帽を着用し、レトロなワンピースなどの昭和モダンを思わせる服装で出演することもある。
- ナース、主婦、幼稚園の先生、OL、バスガイド、居酒屋の店員、家政婦、客室乗務員などに扮したコントがあり、普通の会話の中に「本音」を表現する形で一変させた顔や態度を挟むというものになっている（キレたような口調や『ケーケケケケケ』といった笑い声などが特徴）。突然、「ああーー!!」と叫んでうつ伏せになったり、あお向けになったりするパフォーマンスを見せる。大抵、最後は体を横にしてそのまま転がりながら退場していく。
- 他に、ライブでは「お金ちょーだい!」というネタもやっている。
- 「昭和のセックスシンボル」と自称して登場するネタでは、1969年の丸善石油のCMに出演した小川ローザのような、白のヘルメットにゴーグル、白のミニスカートという衣装で、このCMのように「オー!モーレツ」を決め台詞としている。この衣装でのネタに、日本の昔話をエロい言葉とアクションを入れながら話していくといったものなどがある。
- 「昭和好き」「昭和フェチ[2]」を自称して、昭和時代の流行、テレビ、映画、歌謡曲、日活ロマンポルノなどの物真似をネタに取り入れて演じることも多くなっている（昭和歌謡では、美空ひばりの物真似など）。物真似芸には他に坂本冬美、中島みゆき、一青窈などのそれぞれのネタを持っている[1][6]。

## 出演

### テレビ
- エンタの神様（日本テレビ）　キャッチコピーは「倒突のオーバーヒート」
  - エンタの神様もう一度みたい傑作ネタ＆新ネタ大大大連発!!SP（日本テレビ） - 特別枠に出演。
- モテル・カルフォルニア2ndシーズン（GyaO）- 再現VTRに出演
- 東京ビタミン寄席（ジャパンケーブルネット株式会社）
- 爆笑オンエアバトル（NHK総合）戦績0勝1敗 最高197KB
- とんねるずのみなさんのおかげでした・博士と助手〜細かすぎて伝わらないモノマネ選手権〜（フジテレビ）

第14回（2009年3月26日）で、『スチュワーデス物語』の堀ちえみの物真似で出場
- イツザイ（テレビ東京） - 濱口優女芸人プロデュースオーディション
- イツザイS（テレビ東京）
- ぶちぬき女芸人 （あっ!とおどろく放送局）- 2010年6月14日
- ものまねグランプリ（日本テレビ）- 2013年3月19日「ものまねショートSHOW」、水森亜土の物真似で「ワイワイワールド」（「Dr.スランプ アラレちゃん」主題歌）を歌う
- ゆうゆうワイド（NHK山口放送局）
- 夜美女（サンテレビジョン）- 『夜のクリニックINTERNATIONAL』（外国人女性の性の悩み相談コーナー）の通訳としてレギュラー出演
- 笑う新撰組（テレ朝チャンネル）
- おはスタ（テレビ東京） - 2014年1月29日、『ひなこ姫を起こせ!』に出演
- アレはスゴイはず!?（テレビ朝日）- 2014年2月15日
- コサキン・天海の超発掘!ものまねバラエティー マネもの（フジテレビ）- 2014年6月14日
- お願い!ランキング（テレビ朝日）- 2015年8月20日、9月3日「クリカンのスパルタものまね塾」コーナー
- プレミアの巣窟（フジテレビ）- 2015年9月14日深夜
- 憧れレストラン（TOKYO MX）- 2018年4月14日[7]

### ラジオ
- お笑いプレーオフ the RADIO（エフエムさがみ）

### ネット放送
- まなてぃ・益二郎の今夜もなにわ堂（http://jetrobot.tv/）%5B%5D
- 天下統一ラジオ（RADIOTOMO）